# Kommunalvalen i Sverige 1979
Kommunalvalen i Sverige 1979 genomfördes söndagen den 16 september 1979. Vid detta val valdes kommunfullmäktige för mandatperioden 1979–1982 i samtliga 279 kommuner. Två nya kommuner bildades genom utbrytningar: Dorotea kommun ur Åsele kommun och Vadstena kommun ur Motala kommun.

## Valresultat
| Parti                | Parti                        | Röster            | Röster | Röster | Mandatfördelning | Mandatfördelning |
| Parti                | Parti                        | Antal             | %      | +− %   | Antal            | +−               |
| -------------------- | ---------------------------- | ----------------- | ------ | ------ | ---------------- | ---------------- |
|                      | Socialdemokraterna           | 2 377 647         | 43,0   | +-0    | 5 881            | +124             |
|                      | Moderata samlingspartiet     | 1 030 516         | 18,6   | +3,5   | 2 140            | +408             |
|                      | Centerpartiet                | 982 050           | 17,7   | -4,4   | 2 926            | -552             |
|                      | Folkpartiet                  | 579 180           | 10,5   | -0,8   | 1 299            | -37              |
|                      | Vänsterpartiet kommunisterna | 318 509           | 5,8    | +0,9   | 619              | +96              |
|                      | Kristen demokratisk samling  | 115 478           | 2,1    | +0,1   | 276              | +39              |
|                      | Sveriges kommunistiska parti | 15 027            | 0,3    | +-0    | 6                | +4               |
|                      | Arbetarpartiet kommunisterna | 13 910            | 0,3    | +0,3   | 20               | +20              |
|                      | Övriga partier               | 102 195           | 1,8    | —      | 202              | —                |
| Antal giltiga röster | Antal giltiga röster         | 5 534 512         | 100,0  |        | 13 369           | +122             |
| Ogiltiga röster      | Ogiltiga röster              | 31 179            |        |        |                  |                  |
| Totalt               | Totalt                       | 5 565 691 (89,0%) |        |        |                  |                  |

### Övriga partier
(Som fick mandat i flera kommuner)
- Frihetliga Kommunalfolket, 10 platser
- Miljöpartiet, 9 platser
- Bygdens bästa, 3 platser

### Kartor
| Majoritetsförhållanden i kommunfullmäktige | Majoritetsförhållanden i kommunfullmäktige |
| 1976 | 1979                                       |
| --- | ------------------------------------------ |
| |                                            |
| S+VPK i absolut majoritet S+VPK i relativ majoritet M+C+FP i absolut majoritet M+C+FP i relativ majoritet Jämnt mellan blocken Tredje parti i relativ majoritet |                                            |